# Spartiates d’Amiens
Die Spartiates d’Amiens, im deutschsprachigen Raum häufig Amiens Spartiates genannt, sind eine französische American-Football-Mannschaft, die im nordfranzösischen Amiens angesiedelt ist.

## Geschichte
Die Spartiates wurden 1987 gegründet und nahmen 1988 den Spielbetrieb in der zweiten Division des französischen Verbandes auf. Nach dem Aufstieg in die erste Division zur Saison 1993 mussten sie diese zwei Jahre später wieder verlassen. Mit dem Gewinn des Casquet d’Argent (silberner Helm) gelang 1997 erneut der Aufstieg die höchste nationale Liga.
In der Saison 2004 erreichte die Spartiates erstmals das Finale um die französische Meisterschaft, den Casque de Diamant, in dem sie den damaligen Rekordmeister Aix-en-Provence Argonautes mit 41:31 besiegen konnten. Es folgten zwei weitere Landestitel in den Jahren 2010 und 2012. Im Jahr darauf musste Amiens den Abstieg in die zweite Division antreten.
International traten die Spartiates 2005 mit der Teilnahme an der European Football League in Erscheinung. Ihren ersten Sieg in diesem Wettbewerb konnte sie 2011 gegen die Badalona Dracs erringen, scheiterten dann aber in den Play-offs am späteren Eurobowl-Gewinner, den Swarco Raiders Tirol. Es folgten die Halbfinalteilnahme im EFAF Cup 2012 und ein Vorrundenaus in der European Football League 2013.

## Erfolge
- Französische Meisterschaft: 3 Titel
  - Casque de Diamant: 2004, 2010, 2012
  - Vize: 2005
- Division 2: 2 Titel
  - Casque d’Or: 1997, 2018
  - Vize: 2015